# Eleanor Smith (femme politique)
Pour les articles homonymes, voir Smith.
Eleanor Patricia Smith née le 6 juillet 1957 est une femme politique britannique, du Parti travailliste. Elle est députée pour Wolverhampton Sud-Ouest de 2017 à 2019.

## Biographie
Avant d'être députée, elle est une infirmière de bloc opératoire et la présidente du syndicat Unison en 2011. Elle est également présidente régionale du Trades Union Congress de la région des Midlands.